# Daniele Berretta
Daniele Berretta (Roma, 8 marzo 1972) è un allenatore di calcio ed ex calciatore italiano, di ruolo centrocampista.

## Carriera

### Giocatore

#### Club

Berretta (secondo da destra) in allenamento alla Roma nel ritiro precampionato 1991-1992

Cresciuto nelle giovanili della Roma, è stato prestato al Vicenza per una stagione vincendo il campionato. Tornato a Roma, fa il suo esordio in serie A con Carlo Mazzone  collezionando 17 presenze.
Nell'estate 1994 viene ceduto al Cagliari in prestito. Tornato alla base capitolina, gioca un'altra stagione con mister Carlo Mazzone che lo promuove titolare. In questa stagione segna un gol in Coppa UEFA. Infortunatosi, per la stagione successiva con Carlos Bianchi viene ceduto al Cagliari dove si accaserà per diverse stagioni. Con il Cagliari ottiene promozioni e retrocessioni, andando a segno nella stagione 1998-1999 e in quella 1999-2000 in entrambi i casi 6 volte (suo record personale). 
Nella stagione 2000-2001 Berretta e l'allenatore Gianfranco Bellotto hanno un'animosa discussione in allenamento e il giocatore viene messo fuori rosa e di lì a breve ceduto all'Atalanta. A Bergamo gioca per tre stagioni segna 5 gol totali prima dell'approdo nella stagione 2003-2004 all'Ancona, neopromosso in Serie A. Berretta segna anche un gol con i biancorossi. 
A Gennaio 2005 arriva a Brescia: con le Rondinelle colleziona 8 presenze al termine della stagione 2005, decide di abbandonare il calcio giocato.

#### Nazionale
Con la Nazionale Under-21 disputa 5 incontri e vince l'Europeo del 1994.

### Allenatore
Conseguito il patentino di allenatore, dalla stagione 2013-14, prende la guida di una squadra della Scuola Calcio dell'Ostiamare. Nella stagione 2014-2015 allenatore in seconda nella prima squadra dell'Ostiamare, in Serie D.

## Palmarès

### Giocatore

#### Nazionale
- Campionato d'Europa Under-21: 1

Francia 1994